# 崇圣寺 (榆社)
37°06′50″N 112°43′39″E / 37.11389°N 112.72750°E
崇圣寺位于中国山西省榆社县河峪乡上赤峪村禅隐山，2006年被列为第六批全国重点文物保护单位。
崇圣寺始建于唐代，北宋嘉佑年间改为崇圣寺，金大定年间重建。寺坐北朝南，分上下两院，中轴线上依次为山门、过殿、大雄宝殿及厢房等建筑，另有元代石塔两座、明代实心砖塔一座。在寺东面有白龙庙，南面有戏台。大雄宝殿建于金代，元至正九年（1349年）重修，面阔三间，进深三间，斗栱为五铺作单抄单下昂，梁架结构为四椽栿对前后乳栿通檐用四柱。